# Leonello Radi
Leonello Radi (Foligno, 12 luglio 1930 – Foligno, 8 gennaio 2017) è stato un economista italiano.

## Biografia
Leonello Radi è stato presidente diocesano della gioventù di Azione Cattolica negli anni cinquanta e sessanta, e ha espresso nella Chiesa locale un forte impegno. È stato – con il vescovo Siro Silvestri – l'artefice della presenza di Carlo Carretto nella diocesi. Un evento di importanza storica per la Chiesa italiana e umbra in particolare. 
Laureato in economia e commercio, ha lavorato al Monte dei Paschi di Siena, dove ha raggiunto il grado di direttore di filiale capogruppo. Nella stessa azienda, ha ricoperto importantissimi incarichi per conto della C.I.S.L. Per circa 10 anni è stato l'unico rappresentante a livello nazionale di tutte le sigle sindacali aziendali. Sul finire del '75, è passato, dietro forti insistenze degli amministratori del tempo, alla Cassa di Risparmio di Foligno, di cui è stato per 19 anni direttore generale e per 7 presidente. Nel periodo di sua presenza, l'Istituto locale si è fortemente sviluppato. Sono state create importanti strutture operative centrali, e una rete di filiali che da 15 sono salite a 32, spingendosi nel perugino e nella provincia di Macerata. Fortemente si sono accresciuti il patrimonio della Cassa e le basi operative, che hanno raggiunto una raccolta assai elevata. Molto curata l'immagine e le competenze, con un'attività formativa diffusa e impegnata e di conseguenza di rigore operativo, così che la Cassa di Foligno ha goduto di un valido posizionamento sul mercato. È stato consigliere di amministrazione e nel comitato esecutivo del Medio Credito dell'Umbria.
È stato il promotore, a Foligno, del Premio della Bontà . Ha lanciato e fatto celebrare annualmente le Giornate dell'Olio in Umbria e fondato la Confraternita dell'olio extravergine umbro. Nel 1988, ha fondato insieme a prestigiosi nominativi di valenza nazionale ed internazionale il centro di formazione Nemetria, che raccoglie soci tra Università, associazioni nazionali di categoria, banche ed imprese; Radi è stato segretario Generale di Nemetria. Il Centro utilizza docenze di altissimo profilo, come di alto prestigio è la conferenza annuale su "Etica ed Economia" (hanno partecipato 12 premi Nobel dell'economia e molti imprenditori e importanti personalità della Chiesa e del mondo economico ed imprenditoriale). È stato Presidente dell'Associazione Pubblica Assistenza "Croce Bianca" di Foligno e nel periodo di sua presidenza fu realizzata la nuova sede. È stato consigliere della Fondazione Aurelio Peccei a Roma e della Fondazione Aristide Merloni a Fabriano. Ha ricevuto dal Presidente della Repubblica la Stella al Merito del Lavoro e l'onorificenza di Commendatore della Repubblica Italiana.

## Opere
- Leonello Radi, Carlo Carretto a Spello, Editrice AVE, 1999 presentazione di Mons. Loris Francesco Capovilla.
- Leonello Radi ed Aureliano Inglesi, Risorse Umane e Politiche del Personale, Franco Angeli, 1995.
- Leonello Radi, Fratel Carlo Carretto: il dono della sua testimonianza, 2015.